# Pareulype lasithiotica
Pareulype lasithiotica là một loài bướm đêm trong họ Geometridae.